# هانه گوشی
هانه گوشی (به ژاپنی: 跳ね腰)-(به انگلیسی: Hane goshi) یکی از فنون و تکنیک‌های دستهٔ ناگه-وازا رشتهٔ ورزشی جودو است که در زیردستهٔ کوشی-وازا دسته‌بندی می‌شود.